# Aselsan
Aselsan A.Ş. (türkisch Askerî Elektronik Sanayi A.Ş.) ist ein börsennotierter türkischer Rüstungskonzern in Mehrheitsbesitz der türkischen Streitkräfte; es ist der größte Rüstungshersteller der Türkei und lag laut Jahresbericht des Stockholm International Peace Research Institute (SIPRI) in der Weltrangliste (ohne Volksrepublik China) für das Jahr 2013 auf Platz 65 (2008: nicht unter den ersten hundert, 2012 auf Platz 87). Für das Jahr 2018 lag ASELSAN laut der amerikanischen Sightline Media Group in der Weltrangliste bereits auf Platz 55, im Vergleich zum Vorjahr auf Platz 57.

## Organisation und Geschichte
Das 1975 gegründete Unternehmen mit Sitz im Stadtteil Macunköy der Landeshauptstadt Ankara produziert elektronisches Gerät mehrheitlich für die türkischen Streitkräfte. Einen wesentlichen Teil der Produktpalette machen Hard- und Software-Modifikationen von in NATO-Ländern produziertem Gerät auf türkische Bedürfnisse aus. Das erste Exportgeschäft wurde 1983 abgeschlossen. Am 11. Februar 1998 wurde mit ASELSAN Baku eine erste Auslandsniederlassung in Aserbaidschans Hauptstadt Baku gegründet. Die Unternehmensform ist die einer Anonim Şirket.
Geschäftsbereiche sind:

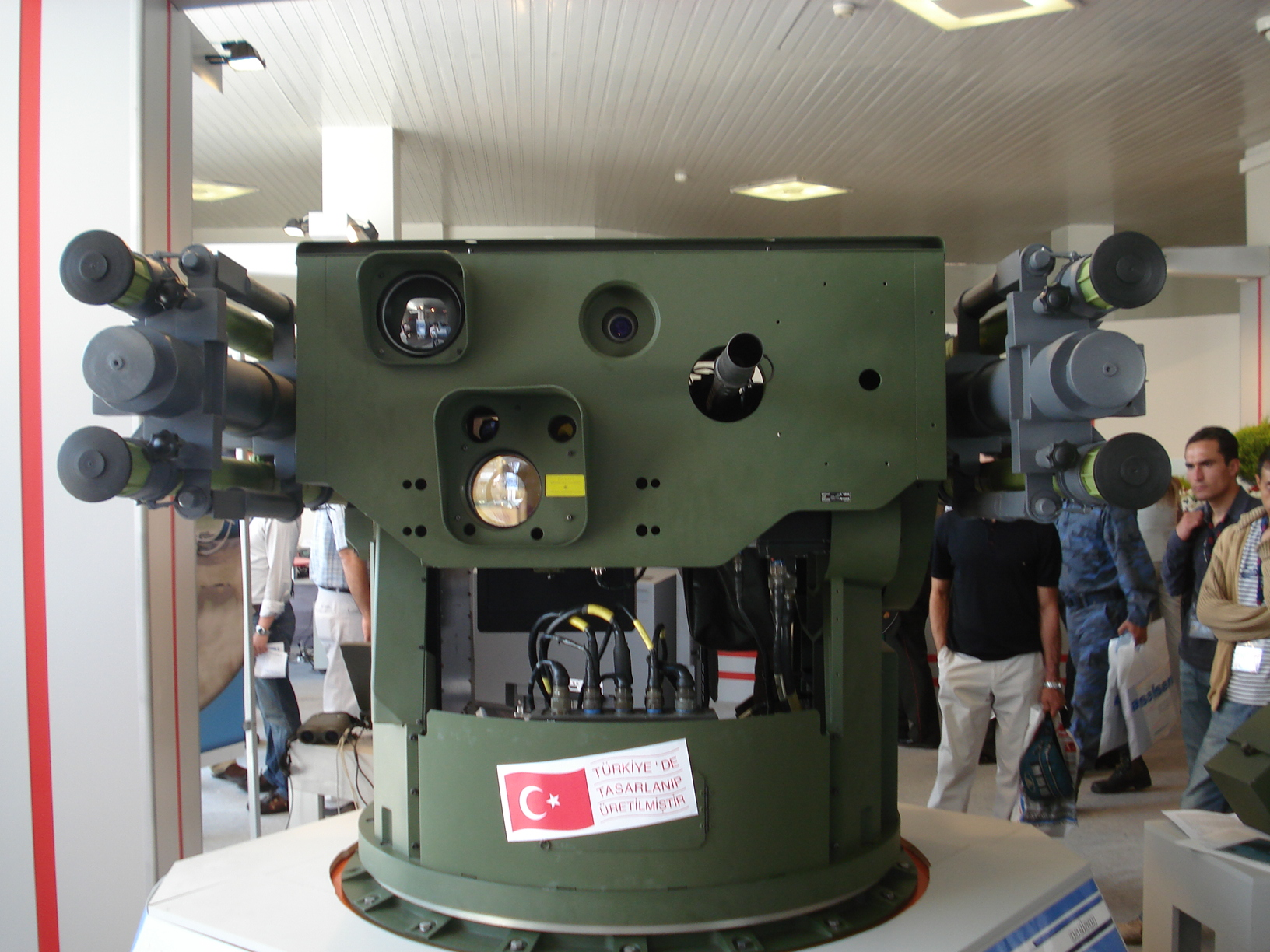
Aselsan-Luftabwehrsystem Zıpkın

- Kommunikationsgeräte (unternehmensintern: HBT)
- Verteidigungssysteme (SST)
- Radar, elektronische Kriegführung und intelligente Systeme (REHIS)
- Mikroelektronik, Überwachungs- und elektrooptische Systeme (MGEO)

## Geschäftszahlen
Sipri zufolge beliefen sich mit 5205 Beschäftigten bei einem Gesamtumsatz von 909 Mio. US-Dollar die Waffenverkäufe 2012 auf 870 Mio. $, was einer Quote von 95 % entspricht. Der Gewinn lag bei 163 Mio. $.